# Volocisk
Volocisk (în ucraineană Волочиськ, transliterat: Volociîsk) este orașul raional de reședință al raionului Volociîsk din regiunea Hmelnîțkîi, Ucraina. În afara localității principale, nu cuprinde și alte sate.

## Demografie
Componența lingvistică a orașului Volocisk
     Ucraineană (98,01%)
     Rusă (1,71%)
     Alte limbi (0,12%)
Conform recensământului din 2001, majoritatea populației orașului Volocisk era vorbitoare de ucraineană (98,01%), existând în minoritate și vorbitori de rusă (1,71%).